# Lancetes tarsalis
Lancetes tarsalis är en skalbaggsart som beskrevs av Ríha 1961. Lancetes tarsalis ingår i släktet Lancetes och familjen dykare. Inga underarter finns listade i Catalogue of Life.